# Pietracamela
Pietracamela – miejscowość i gmina we Włoszech, w regionie Abruzja, w prowincji Teramo.
Według danych na rok 2004 gminę zamieszkiwało 312 osób, 7,1 os./km².